# 巴甫洛夫站
巴甫洛夫站是一座布拉格地铁C线的地铁站。此站站名背景是捷克斯洛伐克文化實受苏联影响和控制，为纪念俄罗斯生理学家、心理学家、醫師——巴甫洛夫（全名：伊万·彼得罗维奇·巴甫洛夫）而设。